# CBGB (pel·lícula)
CBGB és una pel·lícula històrica estatunidenca de 2013, centrada en la vella sala musical de Nova York CBGB. La producció segueix la història del club de Hilly Kristal des de la seva concepció com a seu del Country, el Bluegrass i el Blues (CBGB), fins al què finalment va esdevenir: el lloc de naixement del rock'n'roll underground i el punk. La pel·lícula utilitza recursos com l'estil còmic o l'aparició de text en pantalla per identifiar figures importants del moviment punk.

## Repartiment
- Alan Rickman - Hilly Kristal
- Ashley Greene - Lisa Kristal
- Malin Åkerman - Debbie Harry
- Freddy Rodriguez - Idaho
- Ryan Hurst - Mad Mountain
- Stana Katic - Genya Ravan
- Richard de Klerk - Taxi
- Rupert Grint - Cheetah Chrome
- Justin Bartha - Stiv Bators
- Bronson C. Adams - Johnny Blitz
- Joel David Moore - Joey Ramone
- Josh Zuckerman - John Holmstrom
- Kyle Gallner - Lou Reed
- Johnny Galecki - Terry Ork
- Donal Logue - Merv Ferguson
- Taylor Hawkins - Iggy Pop
- Mickey Sumner - Patti Smith
- Caleb McCotter - Wayne County
- Bradley Whitford - Nicky Gant
- Estelle Harris - Bertha Kristal
- Michael Massee - Officer Stan